# Новороссийский троллейбус
Новоросси́йский тролле́йбус — троллейбусная сеть Новороссийска, осуществляющая пассажирские перевозки с 1 апреля 1969 года. C 19 августа 2016 года эксплуатируется МУП «Муниципальный пассажирский транспорт Новороссийска» (МУП «МПТН»).

## История
Троллейбусное движение в Новороссийске открылось 1 апреля 1969 года. В 70-е годы троллейбусная маршрутная сеть стремительно расширялась, троллейбус пришёл практически во все районы города. Была увеличена территория депо, что позволило разместить большее количество подвижного состава. В 80-е годы количество троллейбусов в депо достигало 90 единиц, на линии работало 76 троллейбусов по девяти маршрутам. Для дальнейшего развития электротранспорта в городе было принято решение возводить второе депо. В конце 80-х годов на ул. Хворостянского было начато строительство: были возведены производственные корпуса, административное здание, подведена контактная сеть. В начале 90-х строительство было прекращено, здания обветшали, контактная сеть демонтирована. Количество троллейбусов в городе стало сокращаться.
На данный момент в Новороссийске работают 8 троллейбусных маршрутов. Плановый выход на линию — 35 троллейбусов в рабочие дни и 25 троллейбусов в выходные дни. Единственное функционирующее депо находится по адресу: г. Новороссийск, Анапское шоссе, д. 60.
Регулярные троллейбусные маршруты работают ежедневно с 5:00 до 22:50.
Проезд в новороссийском троллейбусе на данный момент стоит 37 рублей при оплате наличными, 35 рублей при оплате картой. Интересный факт о проезде: на территории всего Советского Союза была установлена единая стоимость проезда в городском транспорте: трамвай — 3 копейки, троллейбус — 4 копейки, автобус — 5 копеек, и только в Новороссийске стоимость проезда в троллейбусе была, как и в автобусе, — 5 копеек.
20 августа 2019 года, после пятилетнего простоя, был восстановлен маршрут № 10 «Шесхарис — 9-й микрорайон». До этого, с 26 мая 2014 года, велось строительство транспортной развязки в районе от НоворЭС до цементного завода «Октябрь». На участке строительства троллейбусная линия была полностью демонтирована, движение не осуществлялось.
24 апреля 2021 года с участием мэра города состоялось торжественное открытие новой троллейбусной линии по улице Южной, соединяющую пр. Ленина и пр. Дзержинского в двухпутном движении. Таким образом маршруты № 7 и № 14 были закольцованы, маршрут № 11 остался без изменений с конечной остановкой в 14-м микрорайоне.
1 декабря 2023 года была запущена односторонняя троллейбусная линия по ул. Куникова, соединяющая ул. Малоземельскую и пр. Дзержинского. Маршрут № 1 закольцован и теперь делает лишь короткую остановку от 1 до 10 минут на конечной у диспетчерской в 9-м микрорайоне, после чего следует по ул. Куникова, вниз.
23 апреля 2024 года	в троллейбусное депо МУП «Муниципальный пассажирский транспорт Новороссийска» прибыл первый троллейбус БКМ 32100D «Ольгерд», оснащённый функцией протяжённого автономного хода. Всего в приморский город поступило 15 машин данной модели. С помощью новой техники троллейбусные маршруты Новороссийска будут продлены в районы, не имеющие контактной сети. 
Также в планах муниципалитета — дальнейшее развитие троллейбусной маршрутной сети: прокладка линии до центра села Мысхако, продление существующей линии на Мефодиевке до железнодорожной петли (ул. Брянская), а также строительство линии по ул. Видова от ул. Свободы до развилки в 13-м микрорайоне.
С 22 мая в связи со строительством развязки на пересечении Анапского шоссе, улиц Горького и Видова новороссийский троллейбусный маршрут № 7 был временно сокращён до конечной остановки «Троллейбусное депо». При движении в северном направлении троллейбусы без автономного хода следовали до остановки «Троллейбусное депо», далее стояли на перестое в депо и потом обратно ехали на улицу Видова. С 26 декабря 2024 года маршрут функционирует как и прежде. 
Также 28 мая была увеличена стоимость льготных проездных билетов, действующих на территории Краснодарского края. Месячный билет для проезда в троллейбусах теперь стоит 490 рублей. Абонемент на два вида транспорта подорожал до 620 рублей. Аналогичные расценки также действительны для продления срока действия льготных транспортных карт на 1 месяц.
С 8 июля увеличилась стоимость проезда — теперь она составляет 37 рублей при оплате наличными, и 35 рублей при оплате банковской картой. Также на линию вышли троллейбусы БКМ 32100D «Ольгерд».
С 6 сентября в связи с ремонтными работами на Сухумском шоссе начат временный демонтаж троллейбусной контактной сети на участке между остановками «Улица Судостальская» и «НовоРЭС». Троллейбусный маршрут № 10 переведён на обслуживание троллейбусами с увеличенным автономным ходом (ТУАХ).

## Маршруты
С момента пуска троллейбусов по 1996 год в городе были открыты одиннадцать маршрутов, в 1997 году маршрутная сеть троллейбусов претерпела кардинальные изменения: открыты новые маршруты № 12, 13, 14. Также были открыты, но впоследствии закрыты маршруты № 15 и 16. Были закрыты маршруты № 2, 3, 4, 5, 8 и 9. Таким образом в городе за всё время существования сети работали шестнадцать маршрутов. Сейчас в Новороссийске действуют 8 троллейбусных маршрутов.
| Номер | Конечные станции | Максимальный выпуск на маршрут |
| --- | --- | --- |
| 1 | 9-й мкр. — Пивзавод (ул. Куникова) — ул. Видова — 9-й мкр. — кольцевой                                                     | 8 троллейбусов |
| 6 | 9-й мкр. — Железнодорожный вокзал/Железнодорожный вокзал — 9-й мкр.                                                        | 7 троллейбусов |
| 7 | Кирилловский поворот - Дворец Творчества (пляж Алексино) - ул. Южная (16-14-й мкр.) - Кирилловский поворот                 | 5 троллейбусов |
| 10 | 9-й мкр. — Шесхарис/Шесхарис — 9-й мкр.                                                                                    | ~7 троллейбусов. На данный момент маршрут обслуживается только троллейбусами с увеличенным автономным ходом (ТУАХ)                                              |
| 11 | Ул. Южная (14-й мкр.) — ул. Видова — ул. Южная (14-й мкр.)                                                                 | 8 рейсов выполняют троллейбусы с маршрута № 1 (в выходные дни — 4 рейса)                                                                                        |
| 12 | К-т «Маяк» (Мефодиевка) — 9-й мкр. (на обед)/9-й мкр. — К-т «Маяк» (Мефодиевка) (с обеда)                                  | 15 рейсов выполняют троллейбусы с маршрута № 14 (в выходные дни — 12 рейсов)                                                                                    |
| 13 (пиковый, только утром)                                                                                    | Ул. Видова — К-т «Маяк» (Мефодиевка)/К-т «Маяк» (Мефодиевка) — ул. Видова                                                  | 3 рейса утром (2 от депо, 1 до ул. Видова) выполняют троллейбусы с маршрута № 14 (в выходные дни — 2 рейса, 1 от депо, 1 до ул. Видова), далее едут по маршруту |
| 14 | К-т «Маяк» (Мефодиевка) — ул. Южная (14-16-й мкр.) — Дворец Творчества (пляж Алексино) — К-т «Маяк» (Мефодиевка)           | 9 троллейбусов |
| До рыбзавода/Малой Земли/городского пляжа (парк им. Фрунзе)/парка им. Ленина/Центрального рынка/ул. Тихоступа | По маршруту до рыбзавода/Малой Земли/городского пляжа (парк им. Фрунзе)/парка им. Ленина)/Центрального рынка/ул. Тихоступа | В случае опоздания/обрыва линии/распоряжение |
| В депо | От к/ст в депо | На обед/окончание смены/поломка/опоздание |

## Подвижной состав
Всего в депо МУП «МПТН» на данный момент находятся 55 единиц подвижного состава троллейбусов. Их распределение по моделям выглядит следующим образом:
- ВМЗ-5298.01 «Авангард» — 16/15 ед.;
- ЗиУ-682Г-016.02 — 1 ед.;
- ЗиУ-682Г-016.04 — 15/10 ед.;
- Тролза-5275.03 «Оптима» — 3 ед.;
- Тролза-5265.00 «Мегаполис» — 1\0 ед.;
- БКМ-32100D «Ольгерд» — 15/14 ед.

Через дробь указано количество троллейбусов, находящихся в технически исправном состоянии. Часть троллейбусов отсутствует в списке из-за того, что они выведены из эксплуатации, но юридически ещё числятся на балансе депо.

## Фотогалерея

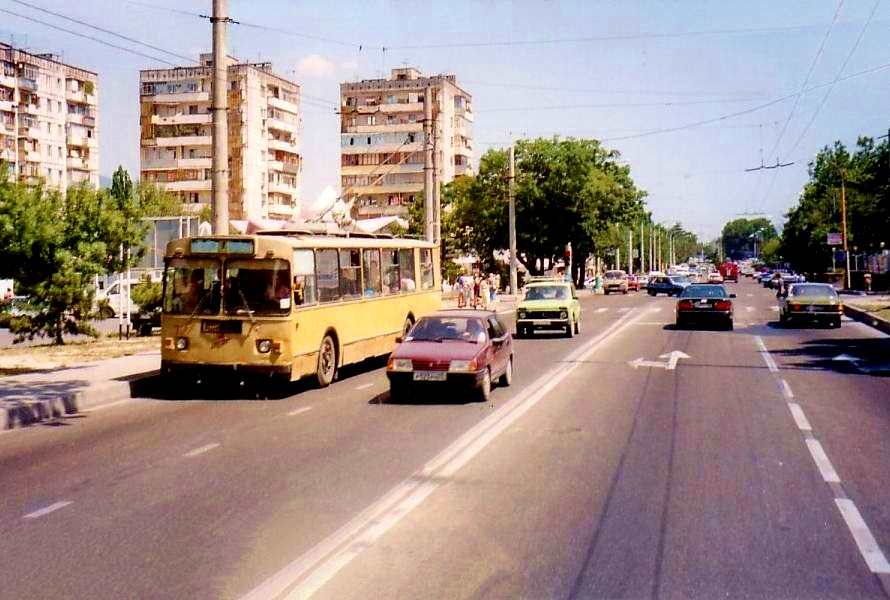
Троллейбус на Анапском шоссе (2003 г.)
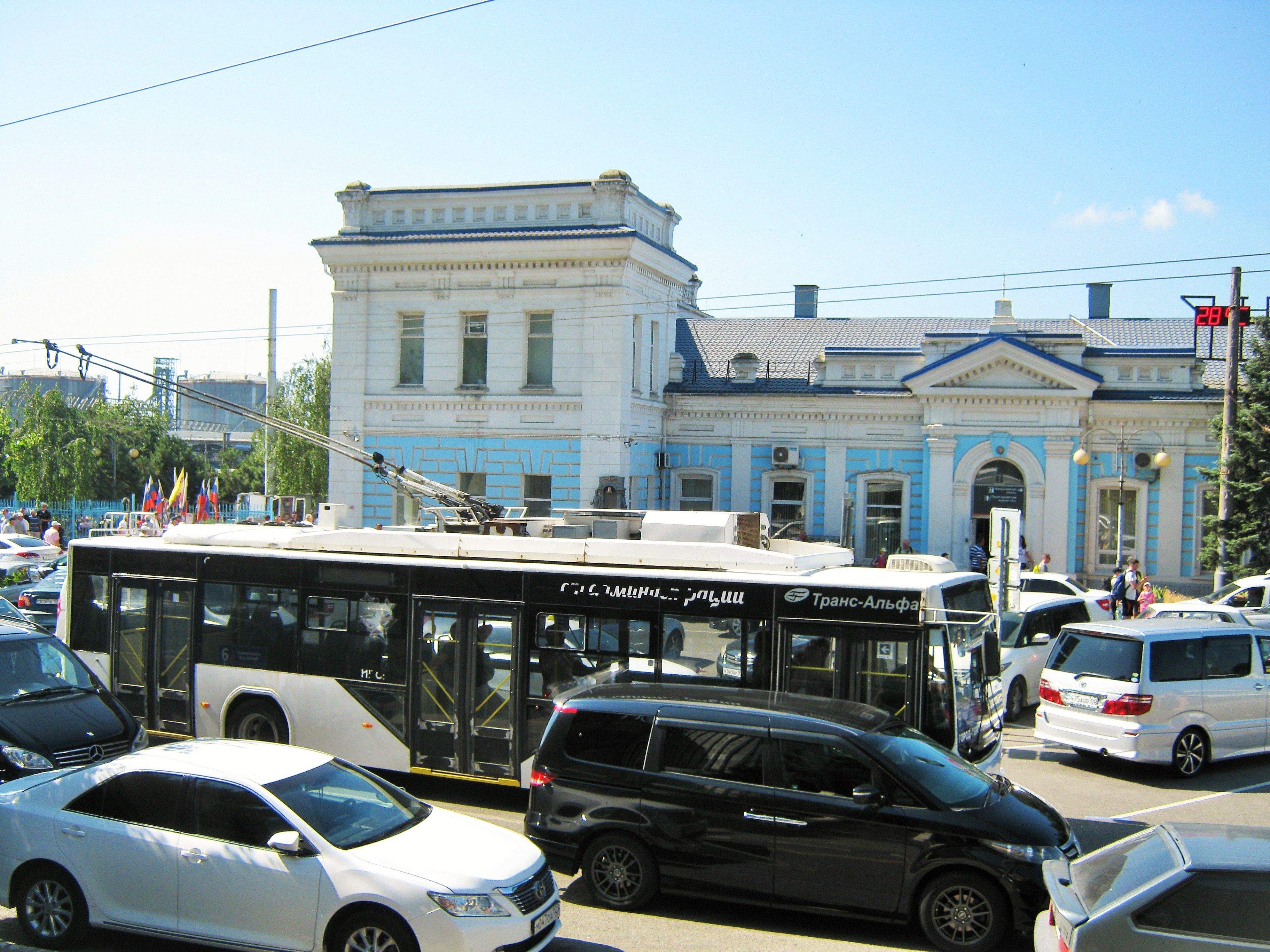
Троллейбус в пробке у здания вокзала
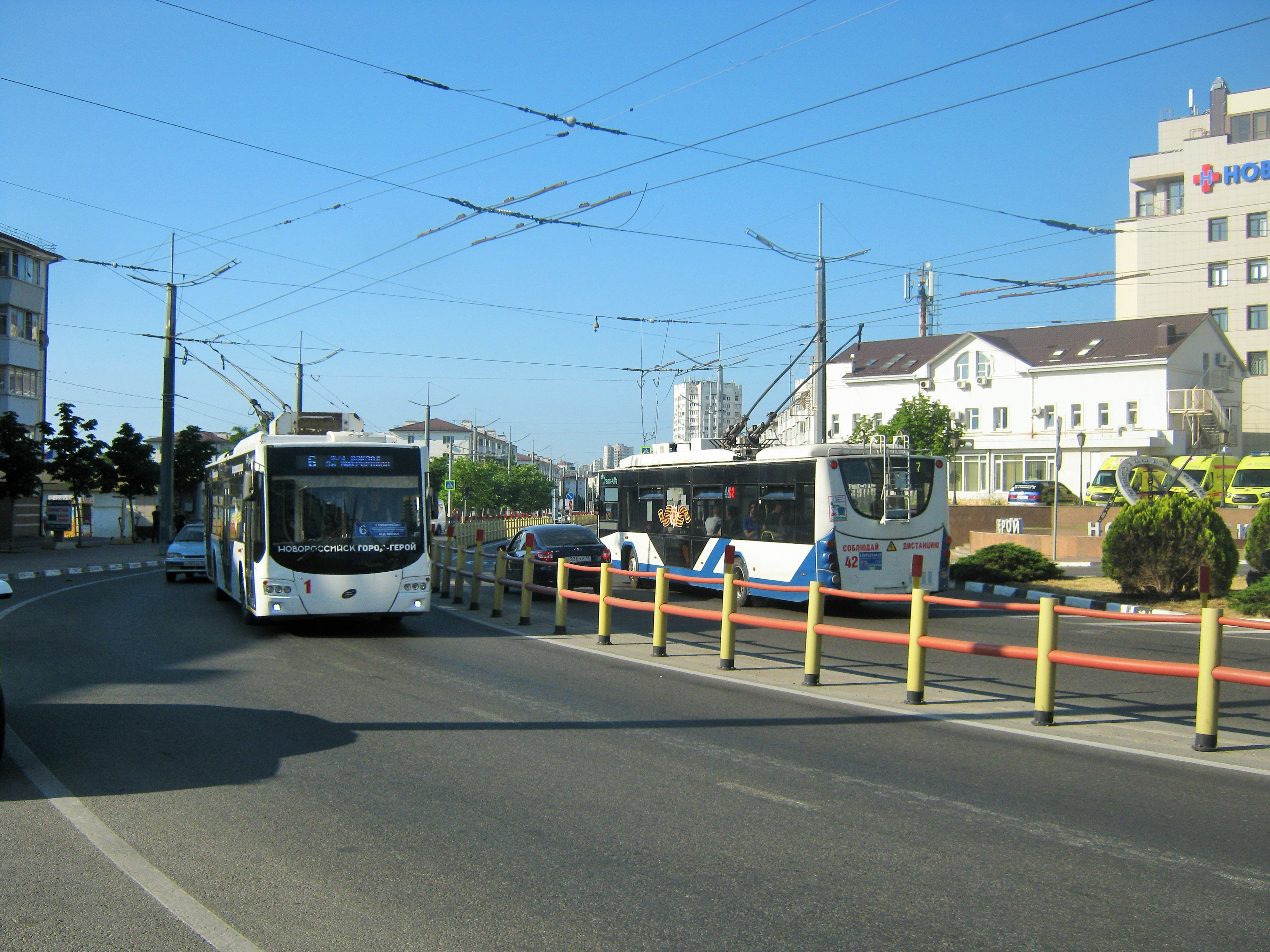
Троллейбусы на проспекте Ленина